# Cercenasco
Cercenasco là một đô thị ở tỉnh Torino trong vùng Piedmont, có vị trí cách khoảng 25 km về phía tây nam của Torino, nước Ý. Tại thời điểm ngày 31 tháng 12 năm 2004, đô thị này có dân số 1.821 người và diện tích là 13,1 km².
Cercenasco giáp các đô thị: Castagnole Piemonte, Scalenghe, Buriasco, Virle Piemonte, và Vigone.